# Годорф
Годорф (нім. Hodorf) — громада в Німеччині, розташована в землі Шлезвіг-Гольштейн. Входить до складу району Штайнбург. Складова частина об'єднання громад Ітцего-Ланд.
Площа — 7,5 км2. Населення становить 199 ос. (станом на 31 грудня 2020).